# Tahlequah
Tahlequah település az Amerikai Egyesült Államok Oklahoma államában, Cherokee megyében, melynek megyeszékhelye is. Lakosainak száma 16 209 fő (2020. április 1.).

## Népesség
A település népességének változása:

| 2010 | 15 753 |
| 2020 | 16 209 |